# キナ酸デヒドロゲナーゼ (キノン)
キナ酸デヒドロゲナーゼ (キノン)(quinate dehydrogenase (quinone))は、フェニルアラニン、チロシン、トリプトファン生合成酵素の一つで、次の化学反応を触媒する酸化還元酵素である。
キナ酸 + キノン {\displaystyle \rightleftharpoons } 3-デヒドロキナ酸 + キノール
この酵素の基質はキナ酸とキノンで、生成物は3-デヒドロキナ酸とキノールである。
この酵素は酸化還元酵素に属し、キノンまたはその類似化合物を受容体として供与体であるCH-OH基に特異的に作用する。組織名はquinate:quinol 3-oxidoreductaseで、別名にNAD(P)+-independent quinate dehydrogenase、quinate:pyrroloquinoline-quinone 5-oxidoreductaseがある。